# Andrena micheneriana
Andrena micheneriana là một loài Hymenoptera trong họ Andrenidae. Loài này được LaBerge mô tả khoa học năm 1978.